# クロラッパタケ
クロラッパタケ（黒喇叭茸、学名: Craterellus cornucopioides）はアンズタケ科クロラッパタケ属に属する小型から中型の食用キノコ。日本国外では、英語でブラック・トランペット（black trumpet）、死のトランペット（trumpet of the dead）、フランス語由来のトロンペット・ド・ラ・モール（trompette de la mort、「死者のトランペット」の意）などとも呼ばれる。和名の由来は、細長いラッパのような形をした黒いキノコであることから。別名で「ウスタケ」ともよばれる。ラッパのような形で、フランス料理の食材にもなる。ただし、食べ過ぎると腸閉塞を起こすともいわれている。

## 生態と分布
日本各地を含む北半球やオーストラリアなど、世界的に分布している。
菌根菌（共生性）。夏から秋にかけて、主にコナラ・ミズナラなどのブナ科や、シラカバの広葉樹林、トドマツ・カラマツなどの針葉樹、またはこれらの混生林の地上に生え、単生あるいは2 - 3本ほど束生する。子実体は一度発生すると長持ちし、1か月ほど姿を見ることができる。色味が地味なので、地面に紛れて見つけるのが難しいキノコだともいわれている。

## 形態
高さ5 - 11センチメートル (cm) ほどの細長いラッパ型をしている。傘は極めて薄い膜質で、径は1 - 7 cm。傘の周縁部が浅く裂け、著しく屈曲する。傘と柄の境は不明瞭であり、柄の基部まで空洞が続いている。ラッパの内側にあたる部分は細かい濃色のササクレ（小鱗片）に覆われており、暗褐色から灰褐色の色をしている。中央の窪みは基部まで達する。肉は傘上面と同色で、肉質で弾力があり柔軟。外側の胞子ができる子実層は、目立たない細かなヒダと皺に基部まで覆われていて、灰色を帯びる。
子実体（キノコ）を構成する菌糸は一菌糸型で、クランプを有す。担子胞子は11 - 13 × 6 - 8マイクロメートル (μm) の楕円形で、平滑、非アミロイド性。胞子紋は白色。

## 食用
肉は薄くて質が非常にやわらかく、見た目に反してとても美味と評されている。ヨーロッパではキノコ狩りの対象にされ、市場にも出回っており、煮込み料理やスープ料理に用いられている。特にフランス料理で一般的に使われていることはよく知られている。卵との相性が良く、ピューレにしたものは、鳩、鴫、鶉などと合わせて用いられる。
日本でも自生しているが、食材としての馴染みは薄く、香りが弱いために料理に使われることはあまりない。過食すると腸閉塞を起こすともいわれるが確かではない。和風料理では、下処理をしてから鉄板焼き、すまし汁、けんちん汁、茶碗蒸し、バター炒めなどに利用する。